# Místodržitelský palác (Brno)
Místodržitelský palác v Brně je barokní budova stojící na Moravském náměstí v Brně. Od roku 1990 jej spravuje Moravská galerie v Brně. Nabízí rozsáhlou expozici umění od gotiky po 19. století, ale i prostory pro krátkodobé výstavní projekty. V budově se také nachází knihkupectví ArtMap a kavárna Morgal, jejímž architektem je Martin Hrdina.

## Historie

### Klášter augustiniánů

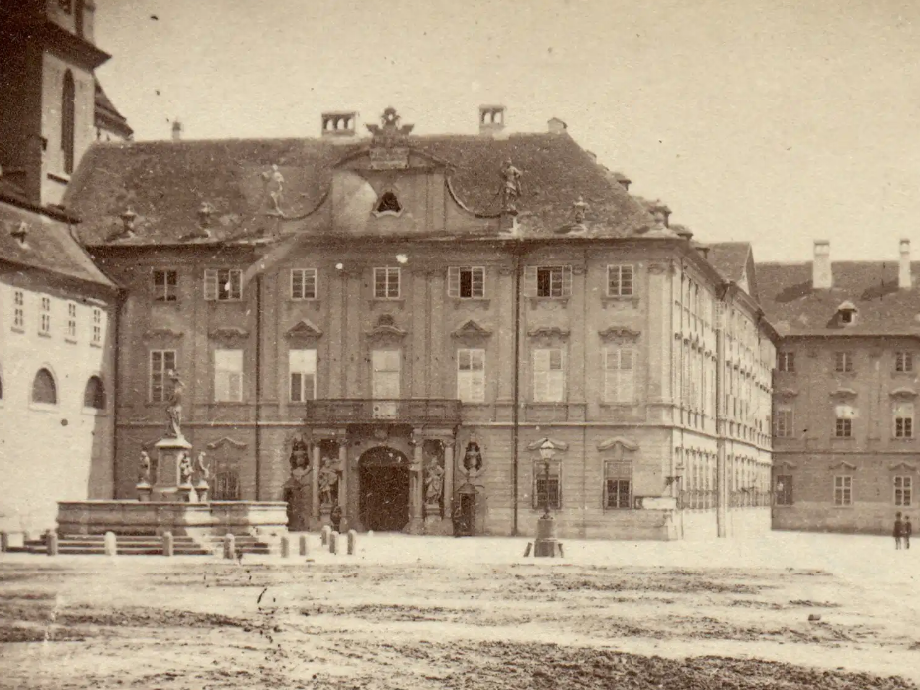
Místodržitelský palác v roce 1867

Historie objektu jako jedné z dominant Moravského (dříve Joštova) náměstí je úzce spjata s kostelem sv. Tomáše a sahá až do poloviny 14. století, kdy byl jako augustiniánský klášter založen v těsné blízkosti městských hradeb moravským markrabětem Janem Jindřichem. Současnou podobu však získal tento stavební komplex jednak v 60. letech 17. století (architekt Jan Křtitel Erna) a zejména pak za barokní přestavby prováděné od 30. let do roku 1750 pod vedením brněnského stavitele Mořice Grimma, po jejímž ukončení byl klášter povýšen na opatství.

### Sídlo místodržitelství
Poté, co v důsledku josefínských reforem na počátku 80. let byli augustiniáni nuceni se roku 1783 přestěhovat do budov starobrněnského kláštera, byly do vyprázdněných reprezentativních prostor, přejmenovaných na „dikasteriální palác“, na dlouho umístěny nové státní, zemské a stavovské úřady. Následující stavební úpravy, které poznamenaly zvláště interiéry, projektoval vídeňský dvorní architekt Franz Anton Hillebrandt. Zemským úřadům a jako sídlo zemského presidenta sloužil palác i po roce 1918, za protektorátu ovšem vystřídaly úřady mladého československého státu úřady německé. Dalším závažným mezníkem novodobých dějin bylo rozhodnutí o přidělení paláce Muzeu dělnického hnutí Brněnska, jež budovou disponovalo od roku 1955 až do politických změn po listopadu 1989. Posléze prostory přejala nově vzniklá Moravská galerie.

## Výstavní prostory
Přízemí budovy
- krátkodobé výstavy
- barokní sál s kapacitou 130 míst

První patro
- stálá expozice Brno předměstí Vídně

## Stálá expozice

### Brno předměstí Vídně

Arkadický výjev (paraván), Alfons Mucha, 1886 – 1887. Dílo patří do sbírek Moravské galerie

První část nové expozice v Místodržitelském paláci přibližuje na časovém půdorysu "dlouhého" 19. století (1789-1914) umělecké vazby mezi moravskou a rakouskou metropolí. Cílem Moravské galerie bylo upravit expozici tak, aby vytvářela ucelenější obraz o fungování umění v jednotlivých epochách. Expozice proto rovnocenně kombinuje volné umění s uměleckým řemeslem - vedle obrazů, soch a prací na papíře se zde prezentují i ukázky dobového nábytku, porcelánu a keramiky, skla, textilu a módy, šperků nebo litin.
Jádro expozice Brno předměstí Vídně je rozděleno do čtyř tematických okruhů: od biedermeieru se přes vlnu historismu a folklorismu dostáváme až k secesnímu hnutí. Setkáte se tu s velkoformátovým obrazem Jízda králů od Joži Uprky, paravánem namalovaným Alfonsem Muchou, sochou Ladislava Šalouna Čert a Káča, židlí Adolfa Loose či nábytkem Josefa Hoffmanna. Ve speciálně koncipovaném grafickém kabinetu jsou k vidění zásadní kresby od vídeňských umělců Egona Schieleho a Gustava Klimta.
Výstavu otevírá zrcadlové bludiště od současných designérů Jana Plecháče & Henryho Wielguse, v němž se zrcadlí ta nejlepší díla z období gotiky a baroka z galerijních sbírek. Ta divákovi pomohou zasadit umění 19. století do historických souvislostí a zároveň fungují jako ochutnávka dalších fází expozice starého umění, jež galerie plánuje otevřít v nadcházejících letech.
Součástí expozice je také relaxační zóna s multimediální interaktivní hrou Dobrodružství sběratele umění, která vás seznámí s atmosférou Vídně konce 19. století i s osobnostmi, které tam tehdy žily.
Autory koncepce jsou Ondřej Chrobák a Jan Press.

## Významná díla v expozici

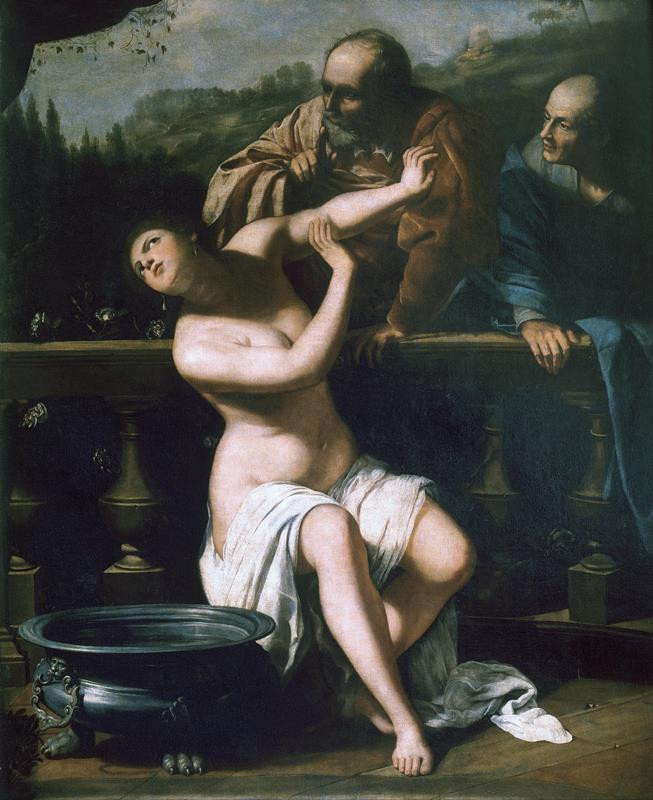
Artemisia Gentileschi, Zuzana a starci, 1649. Dílo je součástí sbírky Moravské galerie.

### Zuzana a starci
Dílo Zuzana a starci, který namalovala Artemisia Gentileschi (1593 – asi 1651) v Neapoli roku 1649 vypráví příběh podle starozákonního apokryfu, kdy po Zuzaně tajně zatoužili dva staříci, kteří se spolu smluvili, že ji svedou. Když jejich nestoudné návrhy odmítla, veřejně ji obvinili z cizoložství. Před smrtí Zuzanu zachránil prorok Daniel, který dokázal její nevinu prostřednictvím nesrovnalostí ve výpovědích obou mužů. Téma odráží vlastní zážitek Artemisie Gentileschi: umělec Agostino Tassi, jenž ji měl učit malbě, dívku znásilnil. Následoval dlouhý soudní proces, který očistil malířčinu pověst.
Artemisia Gentileschi byla jednou z nejvýznamnějších malířek 17. století. Působila jako vyhledávaná umělkyně ve Florencii, Římě i Benátkách, až nakonec zakotvila v Neapoli, kde zůstala, vyjma krátkého pobytu v Londýně, až do začátku padesátých let, kdy podlehla morové epidemii.

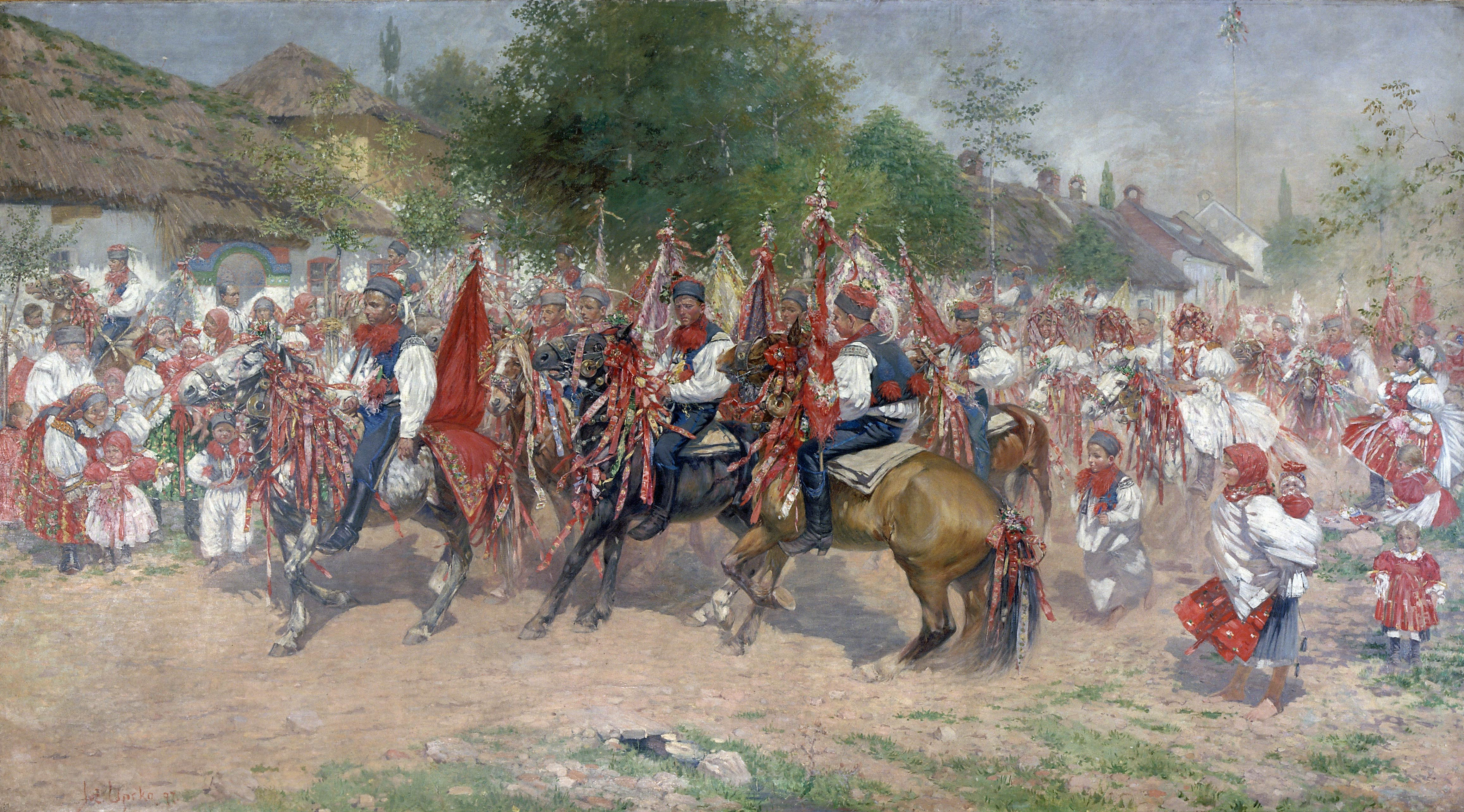
Joža Uprka, Jízda králů, 1897. Dílo je součástí sbírky Moravské galerie.

### Jízda králů
Jízda králů, obraz namalovaný Jožou Uprkou (1861–1940) roku 1897 ve Hroznové Lhotě, vznikl ve dvojím provedení: v realistickém a impresionistickém. Zachycuje lidový zvyk doposud neznámého původu, který se u nás udržuje už jen na Slovácku a na Hané, ačkoli dříve se jednalo o poměrně hojný obyčej. Nejpopulárnější jízda králů se dodnes slaví ve Vlčnově, je zapsána organizací UNESCO na seznam nehmotného dědictví a má za sebou minimálně dvousetletou tradici.

### Židle číslo 14

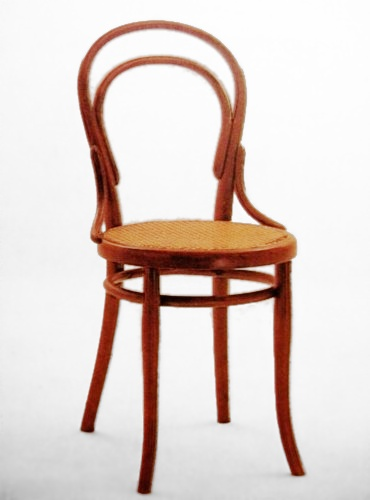
Gebrüder Thonet, Židle číslo 14, 1860–1862. Dílo patří do sbírek Moravské galerie.

Bezesporu nejznámějším výrobkem firmy Gebrüder Thonet je slavná židle číslo 14 (vyrobena ve Vídni mezi lety 1860–1862), která se stala nejen ikonickou židlí pařížských kaváren, ale až do současnosti oslovuje svým mimořádně nadčasovým designem.
Německý truhlář, vynálezce a návrhář Michael Thonet (1796–1871) se na pozvání kancléře Metternicha usadil ve Vídni, kde se zapojením svých pěti synů založil v roce 1853 firmu na výrobu nábytku Gebrüder Thonet. O tři roky později přenesl hlavní sídlo firmy do moravských Koryčan, kde rozjel průmyslovou výrobu. V roce 1861 zahájila provoz druhá továrna v Bystřici pod Hostýnem, ve své době největší továrna na nábytek na světě, a následovaly další pobočky. Michael Thonet zemřel na následky nachlazení – jako úspěšný podnikatel s prodejnami po celém světě včetně Moskvy, New Yorku, Londýna či Paříže.